# Lutter
|  | Per a altres significats, vegeu «Lutter (Frieda)». |

Lutter (en alsacià Lütter) és un municipi francès, situat a la regió del Gran Est, al departament de l'Alt Rin. L'any 2004 tenia 302 habitants.

## Demografia
| 1962 | 1968 | 1975 | 1982 | 1990 | 1999 |
| ---- | ---- | ---- | ---- | ---- | ---- |
| 214  | 248  | 283  | 268  | 287  | 297  |

## Administració
| Període | Identitat | Partit |
| ------- | --------- | ------ |
| 2001-   | Rémy Halm |        |